# Stuguns distrikt
Stuguns distrikt är ett distrikt i Ragunda kommun och Jämtlands län. Distriktet ligger omkring Stugun i östra Jämtland.

## Tidigare administrativ tillhörighet
Distriktet inrättades 2016 och utgörs av Stuguns socken i Ragunda kommun.
Området motsvarar den omfattning Stuguns församling hade 1999/2000.

## Tätorter och småorter
I Stuguns distrikt finns en tätort och en småort.

### Tätorter
- Stugun

### Småorter
- Höglunda